# 하이브리드 항공사
하이브리드 항공사(한국 한자: 融合航空社, 영어: Hybrid Service Carrier; HSC)는 대형 항공사(FSC)와 저비용 항공사(LCC)의 장점들만 더해서 만들어진 FSC+LCC=HSC 새로운 카테고리의 항공사이다. 즉 대형 항공사의 프리미엄 서비스, 좌석과 저비용 항공사의 낮은 운임으로 운행하는 항공사이다.
이 개념은 신생 항공사의 새로운 돌파구를 찾기 위해 만들어진 새로운 카테고리로 스스로를 정의하고 차별화된 모습을 보여주는 항공사로 인해 만들어졌다. 저비용 항공사의 여객기들이 비행 시간 3~4시간 이내의 단거리 노선과 대형 항공사들의 장거리 노선을 혼합하여 세계 전역에서 운항하고 있다.

## 국가별 운영
- 대한민국 - 에어프레미아
- 일본 - 집에어 도쿄
- 베트남 - 뱀부 에어웨이스
- 미국 - 제트블루 항공 (실질적으로는 저비용 항공사에 더 가깝다.)
- 독일 - 유로윙스 (실질적으로는 저비용 항공사에 더 가깝다.)

## 같이 보기
- 세계의 저가 항공사 목록
- 유럽 저가 항공사 협회